# Kevin Geniets
Kevin Geniets (født 9. januar 1997 i Esch-sur-Alzette) er en professionel cykelrytter fra Luxembourg, der er på kontrakt hos Groupama-FDJ.

## Karriere
Fra 2016 til 2018 var Geniets tilknyttet Ag2r-La Mondiales udviklingshold, og havde i 2017 en periode som stagiaire på World Tour-holdet. I 2019 skiftede han til Groupama–FDJ Continental Team, men nåede kun at være det til slutningen af marts samme år, da han blev rykket op på Groupama-FDJ.
I 2020 og 2021 blev han national mester i linjeløb, og titlen i enkeltstart kom også i hus i 2021. Deltagelsen ved Vuelta a España 2021 blev Kevin Geniets‘ debut i en Grand Tour. Den blev fulgt op i 2022, hvor han var på startlisten i Tour de France.